# Notidobia ciliaris
Notidobia ciliaris är en nattsländeart som först beskrevs av Carl von Linné 1761.  Notidobia ciliaris ingår i släktet Notidobia och familjen krumrörsnattsländor. Arten är reproducerande i Sverige. Inga underarter finns listade i Catalogue of Life.

## Bildgalleri

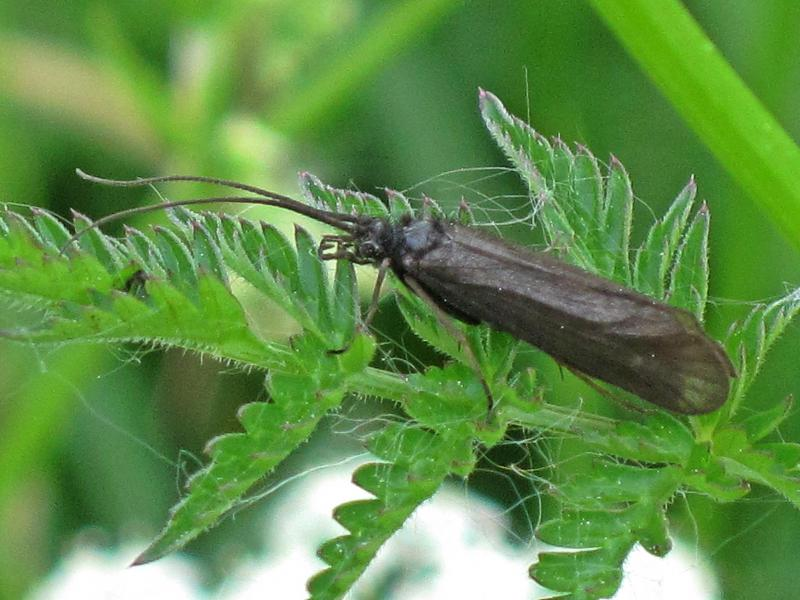
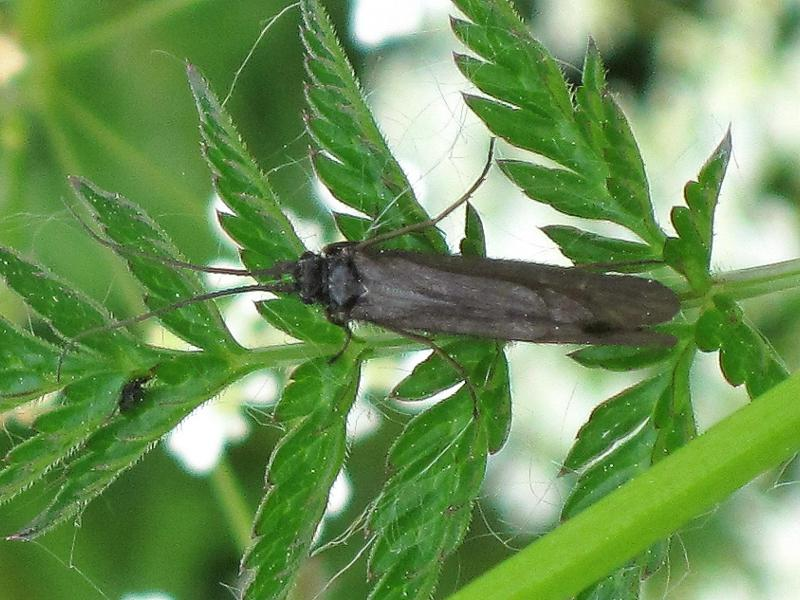